# Trevor Nunn
Sir Trevor Nunn, CBE, (* 14. Januar 1940 in Ipswich, England) ist ein britischer Theater- und Filmregisseur.
Er war sowohl Intendant der Royal Shakespeare Company (RSC) als auch des Royal National Theatre. In beiden Positionen war er der Nachfolger von Sir Peter Hall. 2002 wurde er von der Königin zum Sir geadelt.

## Leben
Trevor Nunn wurde in Ipswich, Suffolk, England, geboren. Sein Vater war Schreiner. Er besuchte die Northgate Grammar School in Ipswich und studierte am Downing College in Cambridge. Das Studium in Cambridge wurde ihm durch ein Stipendium ermöglicht. Während des Studiums trat er in die „Marlowe Society“ – ein renommierter Theaterclub der Universität – ein und begann 1960 seine Bühnenkarriere in einer Nebenrolle. Seine Inszenierung der Studentenaufführung von Shakespeares Macbeth war so erfolgreich, dass die Produktion auf eine professionelle Bühne in Cambridge umzog. 1968 wurde er zum Intendanten der Royal Shakespeare Company ernannt. Diese Position hielt er bis 1986. Von 1997 bis 2003 leitete er das Royal National Theatre in London.
Nunn war verantwortlich für viele innovative Inszenierungen, wie Nicholas Nickleby nach Charles Dickens. Er ist ein sehr erfolgreicher Regisseur von Musicals wie Cats (1981) und der ersten englischsprachigen Produktion von Les Misérables. Außerdem inszenierte er Starlight Express und Sunset Boulevard. Seine Produktion von Victor Hugos Les Misérables läuft seit 30 Jahren im Londoner Westend und erlebte mehrere Aufführungen am Broadway.
Er führte auch bei Opernaufführungen in Glyndebourne Regie. Seine Arbeit für das Fernsehen begann er mit Antonius und Cleopatra 1974 und für den Film mit der für den Oscar nominierten Fassung von Henrik Ibsens Hedda Gabler.

## Privates
Trevor Nunn war in erster Ehe verheiratet mit der Schauspielerin Janet Suzman, die in einer Reihe seiner Inszenierungen Rollen spielte, u. a. die weibliche Hauptrolle in der Fernsehinszenierung von Antonius und Cleopatra (1974). Die Ehe, aus der ein Sohn hervorging, wurde 1986 geschieden. Seine zweite Ehe mit Sharon Lee-Hill, aus der zwei Kinder hervorgingen, wurde 1991 geschieden. In dritter Ehe heiratete er 1994 die 21 Jahre jüngere Schauspielerin Imogen Stubbs, der Ehe entstammen zwei Kinder.

## Inszenierungen (Auswahl)
- Schauspiel
  - 1967: Der Widerspenstigen Zähmung, Royal Shakespeare Company, Stratford-upon-Avon
  - 1970: Ein Wintermärchen, Aldwych Theatre, London
  - 1970: Hamlet, Royal Shakespeare Company, Stratford-upon-Avon
  - 1972: Coriolanus, Royal Shakespeare Company, Stratford-upon-Avon
  - 1972: Julius Cäsar, Royal Shakespeare Company, Stratford-upon-Avon
  - 1972: Antonius und Cleopatra, Royal Shakespeare Company, Stratford-upon-Avon
  - 1972: Titus Andronicus, Royal Shakespeare Company, Stratford-upon-Avon
  - 1975: Hedda Gabler, Aldwych Theatre, London
  - 1976: Macbeth, The Other Place (RSC), Stratford-upon-Avon
  - 1978: Wie es euch gefällt, Aldwych Theatre, London
  - 1978: Macbeth, Young Vic, London
  - 1979: Drei Schwestern, The Other Place (RSC), Stratford-upon-Avon
  - 1982: Heinrich IV., Teil 2, Barbican Theatre, London
  - 1982: Heinrich IV., Teil 1, Barbican Theatre, London
  - 1989: Othello, Young Vic, London
  - 1991: Maß für Maß, The Other Place (RSC), Stratford-upon-Avon
  - 2007: King Lear, Courtyard Theatre, Stratford-upon-Avon

- Musical
  - 1980: Nicholas Nickleby, Aldwych Theatre, London
  - 1981: Cats, New London Theatre, London (Weltpremiere)
  - 1984: Starlight Express, Apollo Victoria Theatre, London (Weltpremiere)
  - 1985: Les Misérables, Palace Theatre, London
  - 1986: Nicholas Nickleby, Royal Shakespeare Company, Stratford-upon-Avon
  - 1993: Sunset Boulevard, Adelphi Theatre (London) (Weltpremiere)
  - 2012: Kiss Me, Kate, Old Vic, London
  - 2016: Schikaneder, Raimundtheater, Wien

- Oper
  - 1983: Idomeneo (Wolfgang Amadeus Mozart), Glyndebourne
  - 1985: Idomeneo (Wolfgang Amadeus Mozart), Gaumont Theatre, Southampton
  - 1986: Porgy and Bess (George Gershwin), Glyndebourne
  - 1991: Così fan tutte (Wolfgang Amadeus Mozart), Glyndebourne
  - 1992: Peter Grimes (Benjamin Britten), Glyndebourne

## Film und Fernsehen (Auswahl)
- 1975: Hedda Gabler
- 1978: The Comedy of Errors (Fernsehfilm)
- 1979: Macbeth (Fernsehfilm)
- 1981: Three Sisters (Fernsehfilm)
- 1982: The Life and Adventures of Nicholas Nickleby (Fernsehminiserie)
- 1983: Idomeneo (Fernsehfilm) (Opernproduktion)
- 1986: Lady Jane – Königin für neun Tage (Lady Jane)
- 1987: The Life and Adventures of Nicholas Nickleby (Fernsehfilm)
- 1990: Othello (Fernsehfilm)
- 1993: Porgy and Bess (Fernsehfilm)
- 1996: Was ihr wollt (Twelfth Night)
- 1999: Oklahoma! (Fernsehfilm)
- 2001: The Merchant of Venice (Fernsehfilm)
- 2018: Geheimnis eines Lebens (Red Joan)

## Auszeichnungen
- 1978: CBE
- 1991: London Evening Standard Theatre Award als Bester Regisseur für Timon von Athen
- 1991: London Critics’ Circle Theatre Award als Bester Regisseur für Timon von Athen
- 1999: London Critics’ Circle Theatre Award als Bester Regisseur für Kaufmann von Venedig und Summerfolk am Royal National Theatre
- 1999: London Evening Standard Theatre Award als Bester Regisseur für Kaufmann von Venedig und Summerfolk am Royal National Theatre
- 2000: Laurence Olivier Theatre Award für die Spielzeit 1999 als Bester Regisseur für Summerfolk, Der Kaufmann von Venedig und Troilus und Cressida, alle am Royal National Theatre
- 2002: Sir (Knight Bachelor)
- 2011: Ehrendoktorwürde der University of Cambridge
- Tony Awards
  - 1982: The Life and Adventures of Nicholas Nickleby als Bester Regisseur
  - 1983: Cats als Bester Regisseur
  - 1987: Les Misérables als Bester Regisseur